# Gloei-ontlading

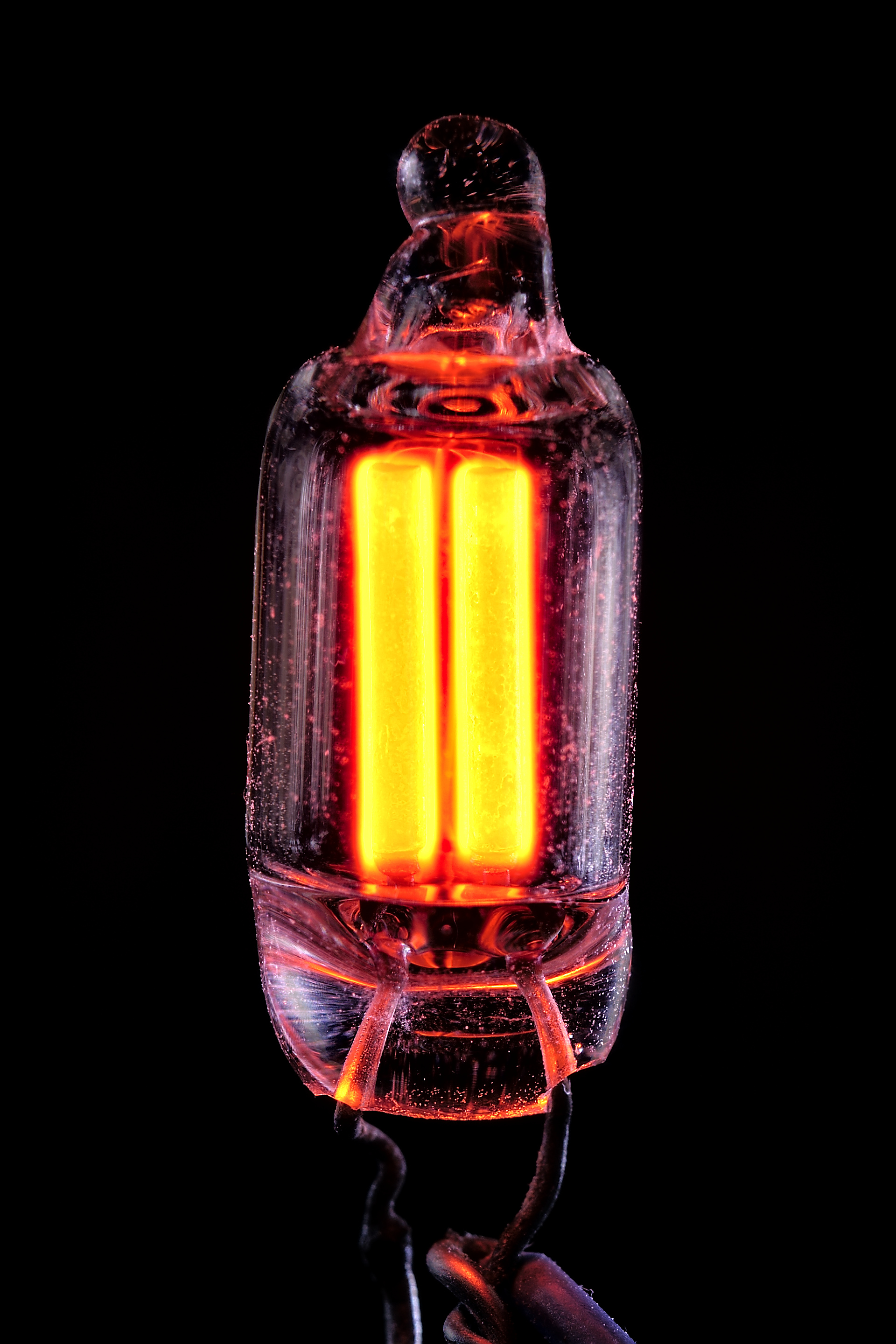
NE-2 type neonlamp brandend op wisselspanning

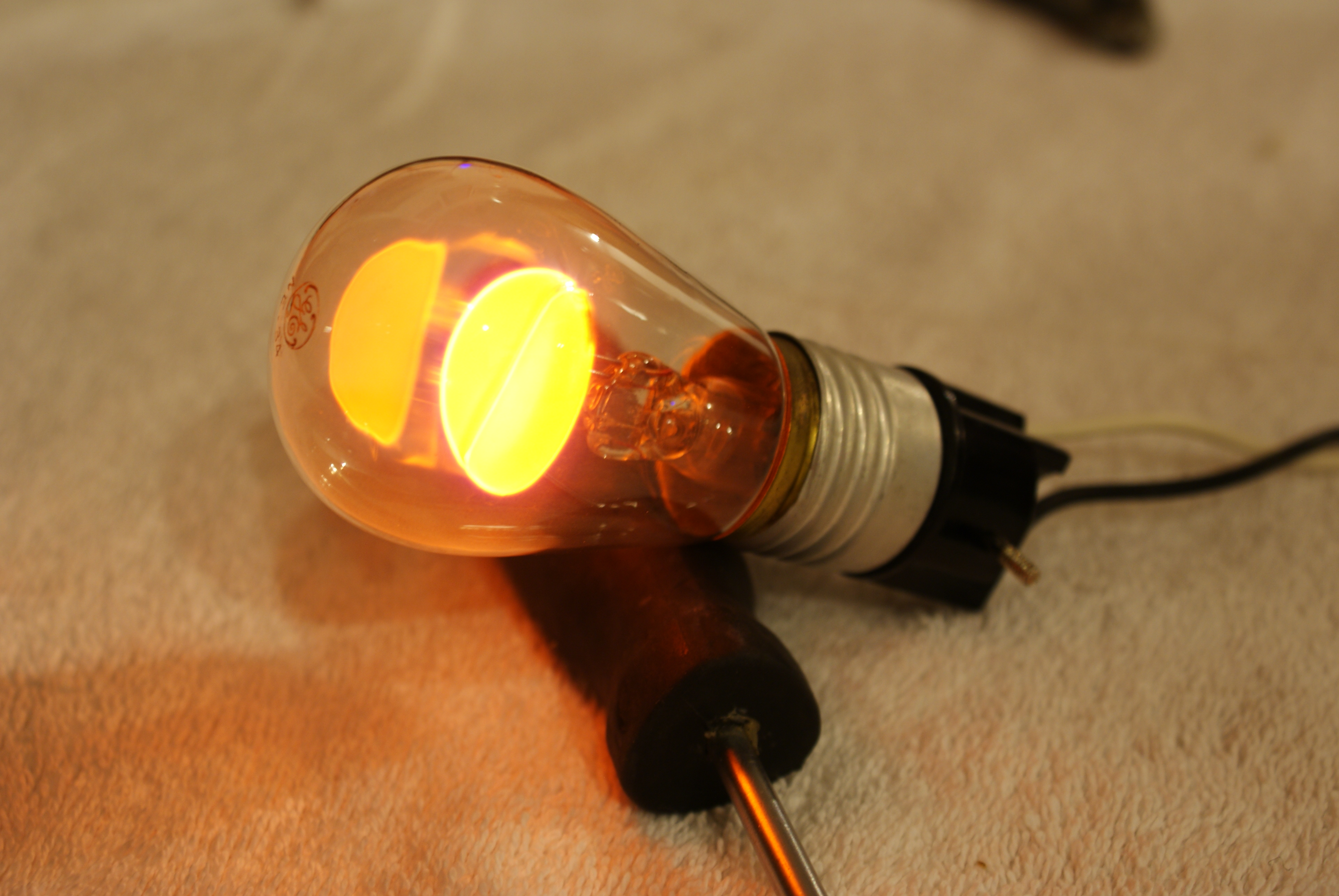
NE-34 type lamp

Een gloei-ontlading is een plasma dat gevormd wordt wanneer een elektrische stroom door een onder lage druk staand gas wordt geleid. De gloei-ontlading wordt verkregen door een doorslagspanning tussen twee metalen elektroden in een met gas gevulde glazen buis aan te brengen. Wanneer de spanning boven een bepaalde waarde komt, de doorslagspanning, ioniseert het gas in de buis en vormt het een plasma dat elektriciteit geleidt en gaat gloeien met gekleurd licht. De kleur hangt af van het gebruikte gas.
Gloei-ontlading wordt gebruikt in onder andere neonlichten, fluorescentielampen en bij televisies met een plasmascherm. Met behulp van spectroscopie kunnen de interacties tussen de atomen van het gas in beeld gebracht worden. Daarom wordt gloei-ontlading gebruikt bij plasma fysica en analytische chemie. Het wordt ook gebruikt bij het sputteren van oppervlakken.